# Narelle Szuveges
Narelle S. Szuveges (* 1978) ist eine australische Schachspielerin.

## Leben
2007 war Narelle Szuveges für ein Jahr Mitglied des Vorstands des Schachverbandes von Victoria. Sie ist Präsidentin des Noble Park Chess Clubs. Noble Park liegt im Bundesstaat Victoria und gehört zum Verwaltungsgebiet Greater Dandenong City. Sie spielt auch Bridge und ist Mitglied des Essendon Bridge Clubs.
Ihr zwei Jahre älterer Bruder Grant trägt seit 2000 den Titel FIDE-Meister.

## Erfolge
1993 war sie geteilte Erste bei der australischen Juniorenmeisterschaft (weiblich). Mit der australischen Frauennationalmannschaft nahm sie 1998 in Elista an der Schacholympiade am ersten Reservebrett teil mit einem Ergebnis von 3 Punkten aus 7 Partien. Die australische Einzelmeisterschaft der Frauen konnte sie 2002 in Melbourne gewinnen. Beim Zonenturnier in Auckland im Februar 2005, bei dem sie den dritten Platz in der Frauenwertung belegte, erhielt sie den Titel Internationaler Meister der Frauen (WIM). 2007 gewann sie den australischen Myer Tan-Frauen-Grand-Prix.
Szuveges' Elo-Zahl beträgt 1721 (Stand: Juli 2024). Im April 2001 hatte sie mit 2078 ihre höchste Elo-Zahl, sie lag damals auf dem siebten Platz der australischen Elo-Rangliste der Frauen.